# Język bima
Język bima (Nggahi Mbojo) – język austronezyjski używany w Indonezji, przez grupę ludności na wyspach Sumbawa, Sangeang i Banta (Małe Wyspy Sundajskie Zachodnie) oraz w rejonie wyspy Komodo (Małe Wyspy Sundajskie Wschodnie). Według danych z 1989 roku mówi nim ok. 500 tys. osób.
Posługują się nim Bimowie. Dzieli się na pięć dialektów – kolo, sangar (sanggar), toloweri, bima, mbojo. Inna klasyfikacja (zawarta w słowniku z 2015 r.) wyróżnia cztery dialekty: paruga (sarasuba), kolo, wawo, kore. W języku bima występuje system poziomów mowy (ang. speech levels). W powszechnym użyciu jest także język indonezyjski.
Szeroko zakrojone badania nad językiem bima prowadził J.C.G. Jonker. Autor ten sporządził słownik z tłumaczeniami holenderskimi (Bimaneesch-Hollandsch woordenboek, 1893), zbiór tekstów (Bimaneesche texten, 1894) oraz opracowanie gramatyczne (Bimaneesche spraakkunst, 1896). Istnieją też nowsze słowniki indonezyjskie, z XX i XXI w.: Kamus bahasa Bima-Indonesia, Indonesia-Bima (nggahi Mbojo) (1981), Kamus Bima-Indonesia (1985), Kamus Mbojo-Indonesia (2015) .
Historycznie był zapisywany odmianą pisma bugijsko-makasarskiego.